# Mihnea-Tudor Ioniță
Mihnea-Tudor Ioniță (n. 25 august 1966) ca fiu al unui ofițer superior al armatei române,  este un fost deputat român în legislatura 1992-1996, ales în județul Vaslui pe listele partidului PL'93/PAC. Mihnea-Tudor Ioniță a fost membru în grupul parlamentar de prietenie cu Argentina.    

## Legături externe
- Mihnea-Tudor Ioniță Arhivat în 21 iunie 2024, la Wayback Machine. la cdep.ro